# Starhawk (jeu vidéo, 1979)
Pour les articles homonymes, voir Starhawk.
Pour le jeu vidéo de 2012, voir Starhawk (jeu vidéo, 2012).
Starhawk est un jeu d'arcade à graphismes vectoriels de type shoot 'em up édité en 1979 par Cinematronics, conçu et programmé par Tim Skelly. Starhawk est une adaptation en pseudo 3D non officielle du combat spatial final dans la tranchée, figurant dans le premier volet de la trilogie originale Star Wars intitulé Un nouvel espoir,. Il est porté en 1982 sur la console Vectrex
.

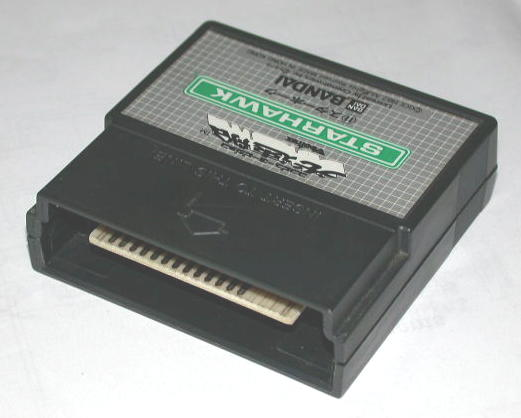
Cartouche du jeu Starhawk